# آلاش
آلاش (به فرانسوی: Allauch) یک کمون در فرانسه است که در پروانس آلپ-کوت دازور واقع شده‌است.

## خصوصیات
آلاش ۵۰٫۳ کیلومترمربع مساحت و ۱۸٬۶۴۶ نفر جمعیت دارد و ۲۲۳ متر بالاتر از سطح دریا واقع شده‌است.